# 加里格
加里格（法語：Garrigues，法語發音：[ɡaʁiɡ]）是法国奧克西塔尼大區塔恩省的一个市镇，属于卡斯特尔区。

## 地理
加里格（43°41'36"N, 1°43'8"E）面积10.51 平方千米，位于法国奧克西塔尼大區塔恩省，该省份为法国南部内陆省份，北起顺时针与阿韦龙省、埃罗省、奥德省、上加龙省和塔恩-加龙省接壤。
与加里格接壤的市镇（或旧市镇、城区）包括：阿扎、蒙皮托勒、韦尔费伊、拉沃尔、吕冈、圣阿尼昂。
加里格的时区为UTC+01:00、UTC+02:00（夏令时）。

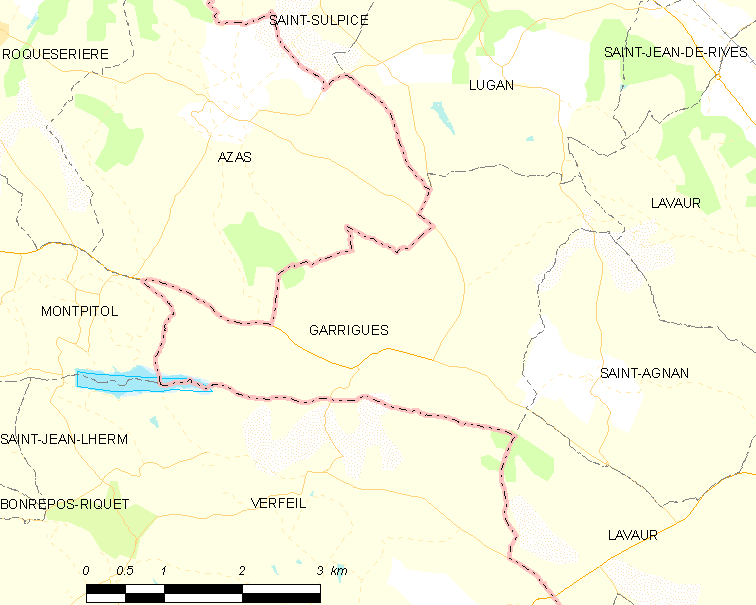
加里格的OSM定位图

## 行政
加里格的邮政编码为81500，INSEE市镇编码为81102。

## 政治
加里格所属的省级选区为塔恩之门县。

## 人口

1962-2008年间加里格人口变化图示

加里格于2022年1月1日时的人口数量为317人。